# Joe Girardi

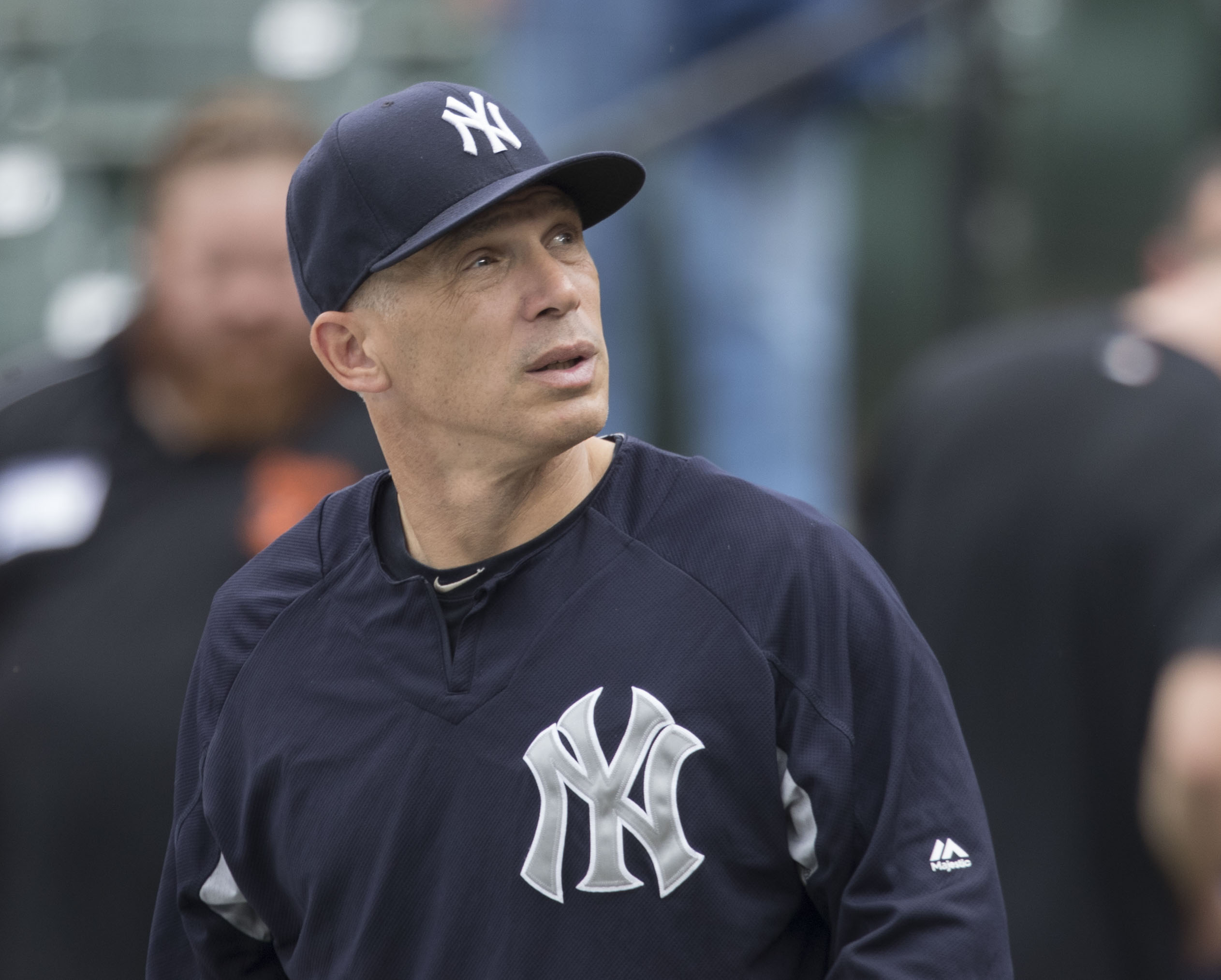
Joe Girardi som tränare för New York Yankees 2017.

Joseph Elliott "Joe" Girardi, född den 14 oktober 1964 i Peoria i Illinois, är en amerikansk professionell basebolltränare och före detta -spelare i Major League Baseball (MLB). Han spelade 15 säsonger i MLB 1989–2003. Girardi var catcher.
Girardi spelade för Chicago Cubs (1989–1992), Colorado Rockies (1993–1995), New York Yankees (1996–1999), Cubs igen (2000–2002) och St. Louis Cardinals (2003). Han spelade totalt 1 277 matcher i MLB med ett slaggenomsnitt på 0,267, 36 homeruns och 422 RBI:s (inslagna poäng).
Dessförinnan spelade Girardi för Northwestern Wildcats när han studerade industriell ekonomi vid Northwestern University.
Bland Girardis meriter som spelare kan nämnas att han vann World Series tre gånger med Yankees 1996, 1998 och 1999 samt att han togs ut till en all star-match.
Efter avslutad spelarkarriär arbetade Girardi först som tv-kommentator innan han 2005 blev assisterande tränare (bench coach) för New York Yankees under Joe Torre. Året efter var han huvudtränare för Florida Marlins och vann Manager of the Year Award i National League. Trots det fick han inte vara kvar utan återvände till att vara tv-kommentator under 2007. Inför 2008 års säsong utsågs han till huvudtränare för Yankees.
Som tränare för Yankees ledde Girardi klubben till dess 27:e World Series-titel 2009 och han var kvar till och med 2017 års säsong. Av de 1 620 matcher som Yankees spelade under Girardis tio år som tränare vann klubben 910 och förlorade 710, vilket ger en vinstandel på 56,2 %.
Girardi arbetade därefter återigen som tv-kommentator, men inför 2020 års säsong utsågs han till huvudtränare för Philadelphia Phillies. Han fick sparken från det jobbet i början av juni 2022 efter det att laget bara vunnit 22 av 51 matcher trots att ledningen investerat stora pengar i nya spelare. Totalt vann Phillies 132 av 273 matcher under Girardi, vilket innebär en vinstandel på 48,4 %.